# Acanthopharyngoides duplex
Acanthopharyngoides duplex är en rundmaskart som beskrevs av Gerlach 1963. Acanthopharyngoides duplex ingår i släktet Acanthopharyngoides och familjen Desmodoridae. Inga underarter finns listade i Catalogue of Life.